# Giovanni Salamon

Stemma Salamon

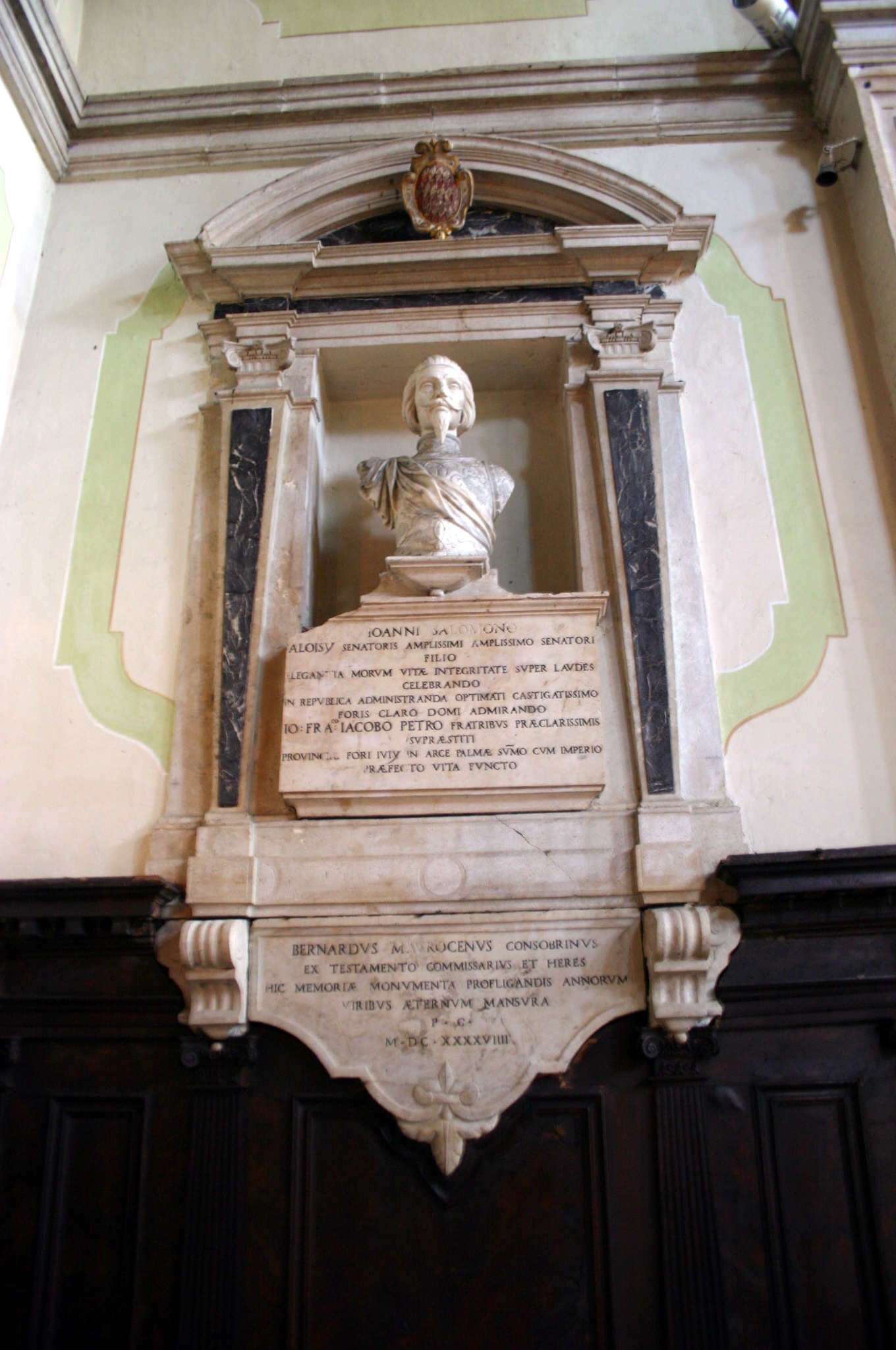
Tomba di Giovanni Salamon, Chiesa di San Martino, Venezia

Giovanni Salamon, noto anche come Salamone, Salomon o Salomoni (Venezia, 1592 – Palmanova, 1649), è stato un politico e militare italiano, senatore e governatore della Repubblica di Venezia.

## Biografia
Nacque a Venezia dal N.H. Alvise, appartenente all'antica famiglia patrizia dei Salamon. Rivestì numerose cariche per conto della Serenissima, distinguendosi per le sue doti morali e civili, in particolare nella gestione della fortezza di Palmanova. Morì nel 1649, all'età di 57 anni, e fu sepolto a Venezia nella chiesa di San Martino.
Sulla sommità della sua tomba, in stile barocco, campeggia lo stemma gentilizio dei Salamon; sotto il mezzobusto marmoreo che lo raffigura si legge un'iscrizione latina che ne esalta le virtù personali e politiche e ne ricorda la parentela con Bernardo Morosini, suo esecutore testamentario:
Ioanni Salomono | Aloisii senatoris amplissimi amplissimo senatori | filio | elegantia morum vitae integritate super laudes | celebrando | in Republica administranda optimati castigatissimo | foris claro domi admirando | Io. Fra. Iacobo Petro fratribus praeclarissimis | supraestiti | provinciae Fori Iulii in arce Palmae summo cum imperio | praefecto vita functo | Bernardus Maurocenus consobrinus | ex testamento commissarius et heres | hic memoriae monumenta profligandis annorum | viribus aeternum mansura | P(oni) C(uravit) | M-DC-XXXXVIIII